# Tom Perriello
Thomas Stuart Price "Tom" Perriello, född 9 oktober 1974 i Albemarle County, Virginia, är en amerikansk demokratisk politiker. Han representerade delstaten Virginias femte distrikt i USA:s representanthus 2009–2011.
Perriello avlade 1996 kandidatexamen vid Yale University och 2001 juristexamen vid Yale Law School. Han arbetade 2002–2003 som rådgivare åt åklagaren vid specialdomstolen för Sierra Leone.
Kongressledamoten Virgil Goode kandiderade till en sjunde mandatperiod i representanthuset i kongressvalet i USA 2008. Goode hade först blivit invald som demokrat men sedan bytt parti till republikanerna efter en tid som obunden. Goode hade mycket höga opinionssiffror, enligt en opinionsundersökning ledde han Perriello med 32 procentenheter tre månader före valet. Valkampanjen var dessutom Perriellos första. Valresultatet var mycket knappt och Goode vägrade att acceptera Perriellos seger. Efter en omräkning fick veteranpolitikern dock erkänna sig besegrad av nykomlingen.
Republikanen Robert Hurt besegrade Perriello i mellanårsvalet i USA 2010.